# Prince Kusakabe
Pour les articles homonymes, voir Kusakabe.
Le prince Kusakabe (草壁皇子, Kusakabe no miko) (662 – 10 mai 689) est un prince héritier impérial de 681 jusqu'à sa mort en 689. Il est le deuxième fils de l'empereur Tenmu. Sa mère est l'impératrice Unonosarara, connue de nos jours sous le nom d'impératrice Jitō.
Il est le seul enfant de sa mère. Selon le Nihonshoki, il est nommé prince héritier en 681. Au cours de l'été 686, son père l'empereur Temmu tombe malade et transmet l'autorité impériale à son épouse l'impératrice Jitō et au prince Kusakabe. Après la mort de son père, curieusement il n'accède pas au trône du chrysanthème. Il dirige la cérémonie funèbre et la construction de la tombe de l'empereur Temmu mais avant le couronnement, meurt en 689 à l'âge de 28 ans. Il reçoit à titre posthume le titre Empereur Okanomiyagyou (岡宮御宇天皇, Okanomiyagyou Tennō).
L'emplacement de sa tombe est incertain. Elle se trouverait, selon certains, à Takatori, dans la préfecture de Nara.
Il épouse sa cousine paternelle et tante maternelle, la princesse Abe, fille de l'Empereur Tenji. Ils ont au moins trois enfants, le prince Karu, la princesse Hidaka et la princesse Kibi. Après sa mort, sa mère Jitō monte sur le trône. Plus tard, Karu et Hidaka règnent sous les noms empereur Mommu et impératrice Genshō. Le clan Asakura prétend descendre de sa lignée.

## Source de la traduction
- (en) Cet article est partiellement ou en totalité issu de l’article de Wikipédia en anglais intitulé « Prince Kusakabe » (voir la liste des auteurs).
- Notices d'autorité :   - VIAF
  - LCCN
  - WorldCat